# Metriocnemus dentipalpus
Metriocnemus dentipalpus är en tvåvingeart som beskrevs av Ole Anton Saether 1995. Metriocnemus dentipalpus ingår i släktet Metriocnemus och familjen fjädermyggor. Inga underarter finns listade i Catalogue of Life.